# FAMAE SAF-200
El FAMAE SAF-200 es una subametralladora desarrollada y fabricada por la empresa estatal chilena FAMAE (Fábricas y Maestranzas del Ejército). Fue presentada en 2010 como parte de una renovación de armamento ligero para conmemorar el Bicentenario de Chile. Se basa en el diseño del FAMAE SAF, a su vez derivado del fusil suizo SIG SG 540, aunque incorpora mejoras propias y modificaciones modernas.
Está actualmente en servicio con el Ejército de Chile y ha sido exportada a otros países de América, Europa y África.

## Diseño y características
La SAF-200 emplea un sistema de retroceso simple y utiliza cargadores rectos de 30 cartuchos. Puede disparar munición **9×19 mm Parabellum** o **.40 S&W**, dependiendo de la versión.
Entre sus características destacan:
- Selector de disparo con cuatro modos: seguro, semiautomático, ráfaga de tres disparos y automático.
- Culata retráctil y plegable.
- Rieles Picatinny integrados para montaje de ópticas y accesorios.
- Construcción resistente al agua y a la corrosión.
- Alta cadencia de fuego: hasta 1200 disparos por minuto.

## SAF-200 "Bicentenario Edición"
La variante **SAF-200 Bicentenario Edición** incorpora mejoras en ergonomía y modularidad. Incluye:
- Guardamanos mejorado con rieles laterales, superiores e inferiores.
- Compatibilidad con accesorios modernos (linternas, punteros láser, miras holográficas).
- Mejoras en materiales, recubrimientos anticorrosión y mayor tolerancia a temperaturas extremas.

Esta versión ha sido probada por unidades del Ejército de Chile y otras fuerzas en el país.

## SAF-300
La variante SAF-300 es una versión modernizada de la subametralladora SAF, desarrollada por la empresa chilena FAMAE como parte de un proyecto de actualización de su línea de armas ligeras. Esta versión incorpora mejoras en ergonomía, precisión y compatibilidad con accesorios tácticos modernos, la SAF-300 toma muchos elementos visuales del SIG MPX, especialmente en la zona del guardamanos.
Entre las principales características se incluyen:
Guardamanos rediseñado con rieles Picatinny en configuración de 360°, permitiendo el montaje de accesorios en los lados, parte superior e inferior.
Compatibilidad con sistemas ópticos, linternas tácticas, punteros láser y otros dispositivos modulares.
Culata plegable y extensible con cantonera amortiguada.
Mejoras en los materiales, recubrimientos anticorrosivos y tolerancia a condiciones climáticas extremas.
Esta versión ha sido sometida a pruebas por unidades del Ejército de Chile y otras fuerzas armadas e institucionales dentro del país, como parte de su evaluación para uso operativo.

## Uso internacional
Aunque su producción está enfocada principalmente al uso nacional, la SAF-200. Ha sido exportada a diferentes mercados o enviada como parte de cooperación internacional a países como:
- Brasil
- Ecuador[3] [4] [5]
- Paraguay
- Uruguay
- Tailandia
- Filipinas
- Sudáfrica
- Guinea Ecuatorial
- Botsuana
- Noruega
- Islandia
- Reino Unido
- Canadá[6]
- Estados Unidos
- Israel - Según registros de 2023, Chile exportó armas y piezas de munición a Israel. El principal comprado fue IWI y IMI Systems.
- Haití – Durante la misiones de paz como MINUSTAH. Donde Chile contribuyó con armamento de apoyo logístico.